# آستین ساموئلز
آستین ساموئلز (انگلیسی: Austin Samuels؛ زادهٔ ۲۰ نوامبر ۲۰۰۰) بازیکن فوتبال اهل بریتانیا است.
از باشگاه‌هایی که در آن بازی کرده‌است می‌توان به باشگاه فوتبال ولورهمپتون واندررز، باشگاه فوتبال کیدرمینستر هاریرس، و باشگاه فوتبال برادفورد سیتی اشاره کرد.
وی همچنین در تیم ملی فوتبال England youth بازی کرده‌است.